# Mecanismos de flexibilização do Protocolo de Quioto
Mecanismos de flexibilização, Mecanismos de flexibilização do Protocolo de Quioto ou Mecanismos de Flexibilidade (em Portugal) são arranjos regulamentados pelo Protocolo de Quioto que facilitam que as partes (países) incluídas no Anexo I, ou seja as compromissadas com redução de emissões, possam atingir suas metas de redução de emissões de gases do efeito estufa (GEE). Tais mecanismos proporcionam um menor impacto nas economias e no nível de desenvolvimento dos países compromissados.
Os mecanismos de flexibilização autorizam que cada país "Anexo I" possa participar de projetos de redução dos GEE fora de seu território, inclusive em países "não Anexo I", como é o caso do MDL. Um mecanismo que reduz a emissão de GEE fora dos países incluídos no Anexo I também tem o propósito de incentivar os países emergentes a alcançar um modelo de desenvolvimento sustentável.
As alterações ao Protocolo de Quioto criaram três mecanismos de flexibilização:
- Comércio Internacional de Emissões (CIE) - realizado entre países listados no Anexo I, de maneira que um país, que tenha diminuído suas emissões acima de sua meta, transfira o excesso de suas reduções para outro país que não tenha alcançado tal condição;
- Mecanismo de Desenvolvimento Limpo (MDL) - realizados em países que não têm metas de reduções de emissões de GEE;
- Implementação Conjunta (IC) – implantação de projetos de redução de emissões de GEEs entre países que apresentam metas a cumprir (Países do Anexo I).

## Utilização dos mecanismos
Estes mecanismos se aplicam de forma diferente aos países de língua portuguesa. Portugal pode utilizar de todos eles, por fazer parte do anexo I do protocolo, já o Brasil, como "não anexo I" pode utilizar apenas o MDL.